# أدب هويسالا

امتداد إمبراطورية هويسالا في ما يعرف اليوم بجنوب الهند

يشتمل أدب هويسالا على مجموعة كبيرة من المؤلفات الأدبية باللغتين الكانادية والسنسكريتية اللتان خرجتا من رحم إمبراطورية هويسالا (1025–1343) في ما يعرف اليوم بجنوب الهند. تأسست الإمبراطورية على يد نريبا كاما الثاني، وبرزت على الساحة السياسية خلال حكم الملك فيشنوفاردانا (1108-1152)، ثم اضمحلت تدريجياً بعد هزيمتها على يد غزاة سلالة خالجي عام 1311.
تألف الأدب الكانادي في تلك الفترة من كتابات تتعلق بالتطورات الاجتماعية والدينية للمعتقدات اليانية وفيراشايفا، وقد ذكرت بدرجة أقل الديانة الفيشنوية. كان أوائل كتاب البراهمة المشهورين في الكانادا من محكمة هويسالا. رغم أن معظم الإنتاج النصي للمحاكم كان باللغة الكانادية، إلا أن مجموعة مهمة من أدب فايشنافا الرهباني المتعلق بفلسفة دفايتا (الفلسفة الثنائية) قد كتبها الفيلسوف الشهير مادفاشاريا باللغة السنسكريتية.
كان شعراء البلاط أول من روج لكتابة الأدب الكانادي بالأوزان الشعرية. كانت هذه التركيبات الإيقاعية تسمى سانغاتيا، وهي مؤلفات تُغنى بمصاحبة آلة موسيقية؛ أو شاتبادي، وهي أبيات من ستة أسطر؛ أو راغالي، وهي تراكيب غنائية في بيت شعري فارغ؛ أو ثلاثية "tripadi"، وهي أبيات من ثلاثة أسطر. ومع ذلك، استمر الكتاب اليانيون في استخدام الشامبو "champu" التقليدي المكون من النثر والشعر. لم يساهم فقط شعراء البلاط في المؤلقات الأدبية الهامة في اللغة الكانادية ولكن ساهم فيها النبلاء كذلك بالإضافة إلى القادة والوزراء والزاهدون والقديسين المرتبطين بالأديرة.

## التآليف الكانادية

### ملخص
المقالات الرئيسية: إمبراطورية هويسالا وعمارة هويسالا

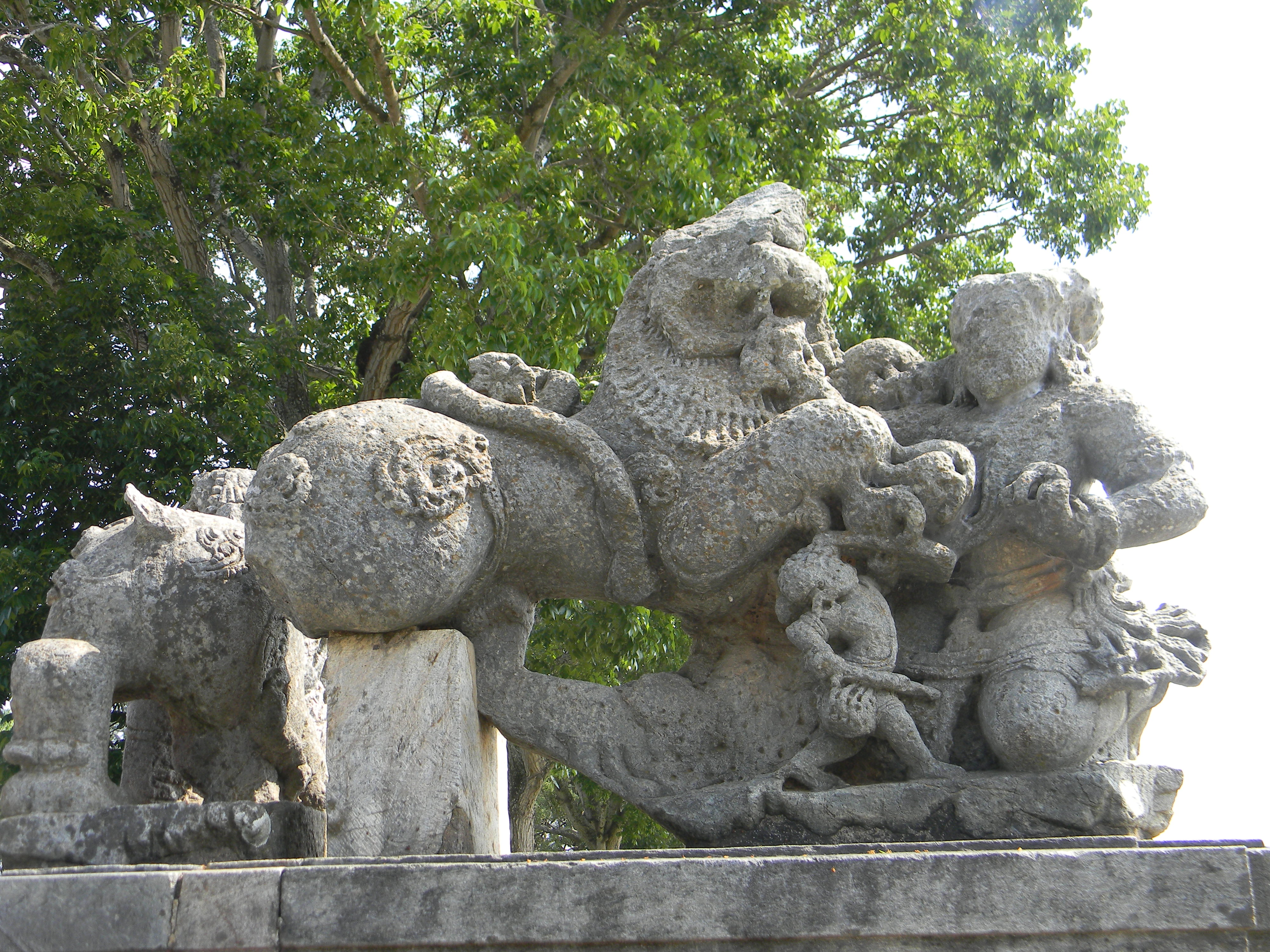
تمثال يرمز لإمبراطورية هويسالا

مع بداية القرن الثاني عشر، حدثت تغييرات اجتماعية وسياسية مهمة في ديكان، جنوب نهر كريشنا. خلال هذه الفترة، كانت أقلية هويسالا من شعب كاناديغا الأصلي من منطقة مالينادو تشهد صعودا باعتبارها قوة سياسية. من المعروف أنهم كانوا موجودين كرؤساء قبائلين من منتصف القرن العاشر عندما قدموا أنفسهم كتابعين لإمبراطورية تشالوكيا الغربية من كالياني. في عام 1116، هزم فيشنوفاردانا، ملك هويسالا، قبيلة شولاس من تانجور وضم منطقة غانغافادي (أجزاء من جنوب كارناتاكا الحديثة)، وبذلك أعاد المنطقة إلى الحكم الأصلي. في العقود التالية، ومع تضاؤل سلطة تشالوكيا، أعلنت عائلة هويسالا استقلالها ونمت لتصبح واحدة من أقوى العائلات الحاكمة في جنوب الهند. وبالتالي، ازدهر الأدب في اللغة المحلية، الكانادية، في إمبراطورية هويسالا. يمكن تقسيم هذا الأدب على النحو التالي: الأعمال التي تهيمن عليها مواضيع كتابات جاين، وأعمال أدبية مناقضة لكتاب فيراشايفا ولا تنتمي إلى تقاليد فاهانا الشعرية، وكتابات تدحض شايفا ألفها كُتاب جاين، وأعمال براهمينيك قديمة (فايشنافا)، وأعمال من نهضة حركة بهاكتي (التعبدية) في المنطقة الناطقة باللغة الكانادية، وكتابات عن موضوعات علمانية، والكتابات الأولى في الأوزان الشعرية الأصلية (راغال، سانغاتيا وشاتبادي).

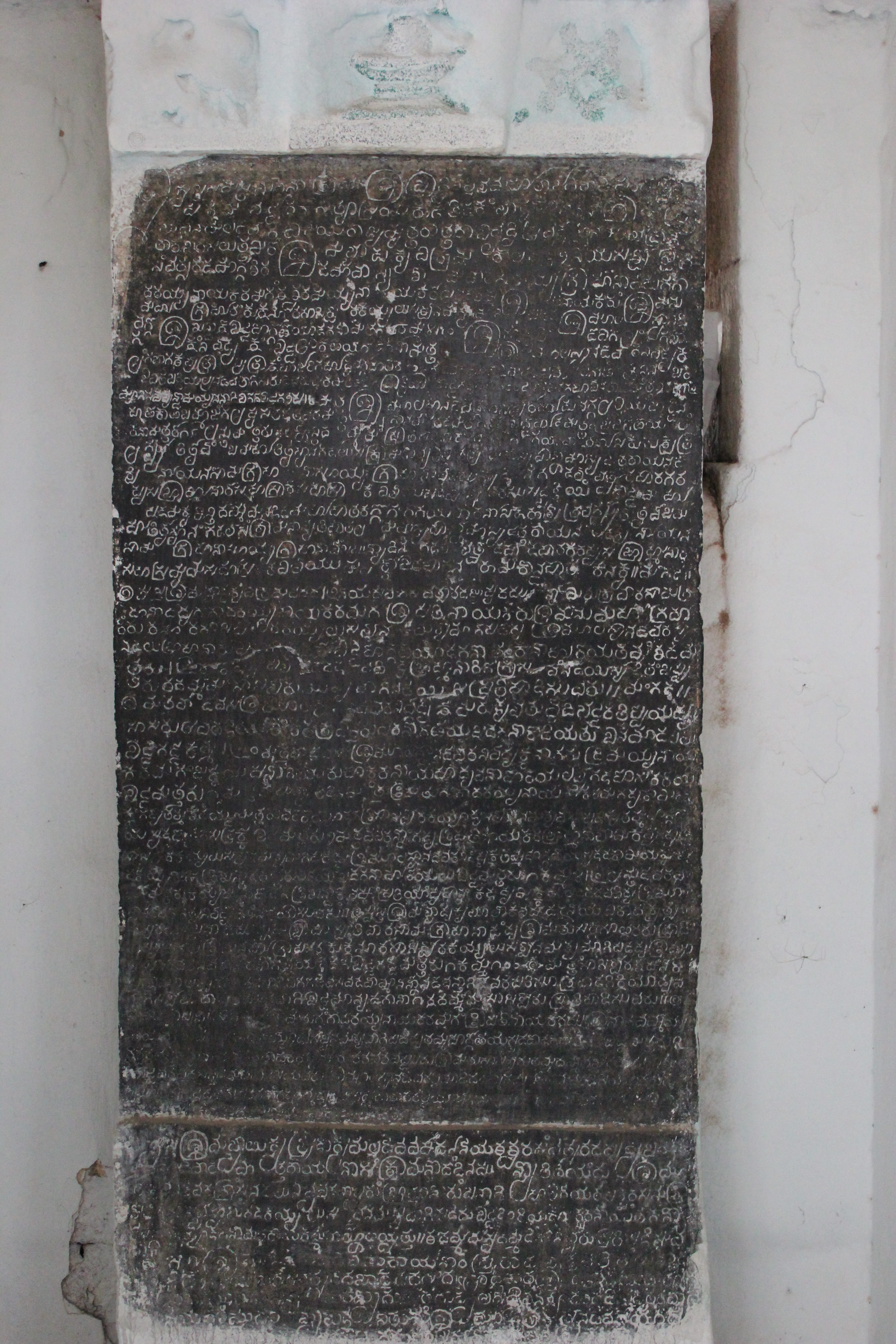
مخطوطة قديمة باللغة الكانادية

كما في القرون السابقة، كتب مؤلفو جاين عن التيرثانكار (القديسين) والأمراء والشخصيات الأخرى التي تكتسي أهمية في ديانة جاين. كُتبت نسخ تعود لديانة جاين عن الملاحم الهندوسية مثل رامايانا وبهاغافاتا (حكايات الإله الهندوسي كريشنا). وفقًا لناراسيمهاشاريا، الباحث البارز في أدب الكانادا، فإن عددًا أكبر من الكتاب الجاينيين كتبوا باللغة الكانادية أكثر من أي لغة درافيدية أخرى خلال «عصر أوغسطان» من أدب الكانادا، من الأعمال القديمة المعروفة إلى القرن الثاني عشر. كتب كُتاب فيراشايفا، أتباع الإله الهندوسي شيفا، عن الأشكال الخمسة والعشرين التي اتخذها في تفاسيرهم للشيفية. كتب مؤلفو فايشنافا ملخصات للملاحم الهندوسية، ورامايانا، وماهابهاراتا، وبهاغافاتا. مبتعدين بذلك عن تقاليد جاين القديمة المتمثلة في استخدام شكل تركيبات شامبو لكتابة أدب الكانادا، ويمكن تلمس ذلك في قصائد هاريهارا ذات تركيب راغالي في سيفا-جانادا-راغاليجالو (1160). أسس ابن أخيه راغافانكا تقليد الشاتبادي من خلال كتابة نسخة فريدة من قصة الملك هاريششاندرا في هاريشاندرا كافيا (1200). قدم سيسومايانا مقياس سانغاتيا في كتابه أنجاناشاريتا وتريبوراداهانا(1235). ومع ذلك، استمر بعض العلماء في استخدام التراكيب السنسكريتية مثل شامبو (راماشاندرا شاريتابورانا)، والشاتاكا (مؤلفات مكونة من 100 بيت، بامبا ساتاكا) وأشتاكا (مؤلفات مكونة من ثمانية أسطر، موديجي أشتاكا).
كان تحديد بدايات الحركة الحريدية في المنطقة الناطقة بلغة الكانادا محل نزاع. ادعى بيلور كيشافاداسا، وهو باحث في هاريكاتا ذائع الصيت، في كتابه كارناتاكا باكتافيجايا أن الحركة مستوحاة من القديس أشالاناندا من تورفيكي (في منطقة تومكور اليوم) في القرن التاسع. ومع ذلك، لا اللغة المستخدمة في مؤلفات أشالاناندا داسا ولا ما تم اكتشافه من تركيبات إيقاعية الموقعة بالاسم المستعار «أشالاناندا فيتهالا»، والتي تذكر فيلسوف القرن الثالث عشر مادفاشاريا، تدعم نظرية القرن التاسع. يعتبر ناراهاريتيرثا (1281)، أحد أوائل تلاميذ مادفاشاريا، أول هاريداسا لكتابة مؤلفات فايشنافا باللغة الكانادية. كانت الموضوعات العلمانية شائعة وتضمنت أطروحات عن الشعر (سرينغاراتناكارا) وكتابات عن العلوم الطبيعية (راتاسوترا) والرياضيات (فياهاراغانيتا) والخيال (ليلافاتي) والقواعد النحوية (شابدامانيداربانا) والبلاغة (أوداياديتيالانكارا) وغيرها.
تم تقديم مساهمات مهمة من قبل بعض العائلات الأدبية البارزة. خرج من رحم عائلة جاين العديد من المؤلفين، بما في ذلك ماليكارجونا، عالم المختارات الشهير (1245) وصهره جانا (1209)، وشاعر بلاط الملك فيرا بالالا الثاني ونجل ماليكارجونا كيشراجا (1260) الذي يعتبره دي آر ناغاراج، الباحث في الثقافات الأدبية عبر التاريخ، أعظم منظري قواعد اللغة الكانادية. وسومانوبانا، الذي كان في بلاط الملك ناراسيمها الأول وكان جد كيشراجا من أمها. وهاريهارا (1160) وابن أخيه راجافانكا (1200)، وهما الشاعران اللذان حددا الأوزان الشعرية الأصلية، جاءا من عائلة شيفا (عابدون للإله شيفا).
كان دعم حكام هويسالا للغة الكانادية قويًا، وهذا ما يظهر حتى في نقوشهم، التي غالبًا ما تكون مكتوبة بلغة مصقولة وشاعرية، بدلاً من النثر، مع رسوم نباتية في الهوامش. بالإضافة إلى رعاية هويسالا، تمتع شعراء وكتاب الكانادية بالدعم الملكي خلال هذه الفترة في محاكم الممالك المجاورة في غرب ديكان. تعتبر عائلة تشالوكياس الغربية، وعائلة كالاتشوري الجنوبية، وعائلة سيونا يادافاس من ديفاجيري، وعائلة سيلهاراس من كولهابور من بين العائلات الحاكمة التي استخدمت اللغة الكانادية بحماس في النقوش وروجت لأدبها.
اكتسب الكتاب الذين يتقنون اللغتين الكانادية والتيلوجو شعبية مما أدى لبروز تفاعل بين اللغتين، وهو نهج استمر لغاية العصر الحديث. تمت ترجمة قانون فيراشيفا المكتوب بالكانادية إلى لغة التيلجو من هذه الفترة الزمنية. يعد بالكوريكي سوماناثا (1195)، أحد أتباع المصلح الاجتماعي باسافانا وأشهر هؤلاء الشعراء ثنائيي اللغة. استخدم زعيم تشولا نانيشودا (حوالي 1150) العديد من الكلمات الكانادية في كتاباته التيلجو. بعد انهيار إمبراطورية هويسالا، دعم ملوك إمبراطورية فيجاياناجارا الكتاب في كلتا اللغتين. في عام 1369، مستوحاة من بالكوريكي سوماناثا، قام بيما كافي بترجمة تيلوغو باسافابورانا إلى المانادية، وقام الملك ديفا رايا الثاني (حوالي 1425) بترجمة كتابات شاماراسا التاريخية برابولينغاليل إلى التيلجو والتاميل. كان العديد من كتاب فيراشايفا في بلاط مملكة ميسور في القرن السابع عشر متعددي اللغات في الكانادا والتيلجو والسنسكريتية بينما كان كتاب سريفايشنافا (طائفة فايشنافية) في المحكمة يتنافسون مع كتاب التيلجو والسنسكريتية.
تتضمن المعلومات من السجلات المعاصرة المتعلقة بالعديد من الكتاب من هذه الفترة والذين تعتبر أعمالهم مفقودة ما يلي: مقناندي (مؤلف محتمل لراما كاثي ومعلم كاملبهافا عام 1235)، وسروتاكرتي (معلم أغالا، ومؤلف رغافا بندفيا وربما جنا-ستوتي، 1170)، سمبها فارما (ذكرها ناغفرما 1145)، فيرا نندي (شندربرابها كفيامال، 1175)، داراني بانديتا (بيجالا رايا شرتا وفرنغانا شاريتا)، أمريتا ناندي (دهانفانتاري نيغانتو)، فيديناثا (براتابرودريا)، غانشفانا (ساهتيا سانجفانا)، هارابكتا وهومتسول من فيراشايفا (فيداباشيا، 1300)، وسيفا كافي (مؤلف باسافا بورانا عام 1330).
تتضمن المعلومات من السجلات المعاصرة المتعلقة بالعديد من الكتاب من هذه الفترة والذين تعتبر أعمالهم مفقودة ما يلي: مقنندي مؤلف محتمل لراما كاثي ومعلم كاملبهافا عام 1235، وسروتاكرتي معلم أقل، ومؤلف رقفا بندفيا وربما جنا-ستوت، 1170، سمبها فارما ذكرها ناغفرما 1145، فرا نندي شندربربها كفيمل، 1175، داراني بانديتا بيجالا رايا شرتا وفرنغانا شاريتا، أمريتا ناندي دهنفنتري نقنتو، فدينثا برتبرودري، قنشفرا سهتيا سنجفن، أربهكت، متسول فيرسهايفا فدبهشي، 1300، وسفا كفي مؤلف بسفا بورنا عام 1330.

### الملاحم اليانية
مع ارتقاء أسرة هويسالاس في أوائل القرن الثاني عشر، طمح ملوك السلالة لتأسيس إمبراطورية. أراد الملك فيشنوفاردانا أداء تضحيات تليق بالإمبراطور وفق الكتاب المقدس فيدا، وأن يتفوق على أسياده من سلالة تشالوكياس الحاكمة جهة الغرب، في الإنجازات العسكرية والمعمارية. أدى هذا إلى تحوله من الديانة اليانية إلى الديانة الفيشنافية. في نفس الوقت تقريبًا، لجأ الفيلسوف الشهير رامانوجاتشاريا من قبيلة تشولاس في إقليم هويسالا ونشر عقيدة سري فايشناف، وهي طائفة من الفيشنافية الهندوسية. على الرغم من أن أتباع الديانة اليانية استمروا في الهيمنة ثقافيًا على ما يعرف الآن بمنطقة كارناتاكا الجنوبية لفترة من الوقت، إلا أن هذه التغييرات الاجتماعية ستساهم لاحقًا في تراجع الإنتاج الأدبي الياني. اجتذب النفوذ السياسي المتزايد لعائلة هويسالا العديد من الشعراء والعلماء إلى بلاطهم، والذين كتبوا بدورهم مدحًا إلى أولياء نعمتهم.
ناغاشاندرا، طالب علم وباني ماليناثا جينالايا (معبد ياني أُسس تكريما للتيرثانكار الياني التاسع عشر، ماليناثا، في بيجابور، كارناتاكا)، كتب ماليناثابورانا (1105)، وصفًا لتطور روح القديس الياني. وفقًا لبعض المؤرخين، كان الملك فيرا بالالا هو من يرعاه ويموله. في وقت لاحق، كتب أعظم تآليفه، نسخة يانية من الملحمة الهندوسية رامايانا تسمى راماشاندرا شاريتابورانا (أو بامبا رامايانا). وهي مكتوبة وفق التركيب الإيقاعي شامبو Champu واتباعا لتقليد باوما شاريا لكاتبها بيمالاسوري، وهي أقدم نسخة موجودة من الملحمة باللغة الكانادية. يحتوي العمل على 16 قسمًا وبها تعديلات كبيرة من الملحمة الأصلية لبالميكي. يرسم ناغاشاندرا الملك رافانا، الذي يعد الشرير في الملحمة الهندوسية، كبطل مأساوي، يختطف في لحظة ضعف سيتا (زوجة الإله الهندوسي راما) ولكن يتم تطهيرها في النهاية بسبب إخلاصها لراما. في تعديل آخر، يقوم لاكشمانا، شقيق راما المخلص، (بدلاً من راما) بقتل رافانا في المعركة النهائية. في النهاية، يتحذ راما صفة الديكشا الياني (بتحوله إلى راهب ديجامباري)، ويصبح زاهدًا ويبلغ السكينة العليا (التنوير). يعتبر العمل مكملاً لبامبا بهاراتا لكاتبه أديكافي بامبا (نسخة يانية من ملحمة ماهابهاراتا)، العمل أكسب ناغاتشاندرا لقب «أبينافا بامبا» («بامبا الجديد»). فقط في لغة الكانادا توجد نسخ يانية للملاحم الهندوسية، ماهابهاراتا ورامايانا، بالإضافة إلى نسختهم البراهمية.
كانت كانتي (1108)، المعروفة بذكائها وروح الدعابة، واحدة من أوائل الشاعرات في اللغة الكانادية وعاصرت ناغاتشاندرا، وشاركت معه في المناظرات والأخذ والرد في الكلام. راجاديتيا، من مواليد إما بوفيناباج أو رايبهاج (منطقة بلجاوم حاليا)، كان في محكمة من محاكم هوسيالا في أيام الملك فيرا بالالا الأول والملك بيشنوباردانا. كتب بيتا شعريا يسهل حفظه عن الحساب والموضوعات الرياضية الأخرى وينسب إليه الفضل في تأليف ثلاثة من أقدم الكتابات عن الرياضيات بلغة الكانادا: بيافاهاراجانيتا "Vyavaharaganita" وكشيتراغانيتا "Kshetraganita" وليلافاتي "Lilavati". قام أوداياديتيا، وهو أمير من سلالة تشولا الحاكمة، بتأليف أطروحة عن الخطابة تسمى أوداياديتيالانكارا (1150) والتي كانت مبنية على كتاب كافيادارسا المكتوب باللغة السنسكريتية لمؤلفه داندين.

### عصر هريهارا
هريهارا (أو هريسبارا، 1160)، الذي جاء من عائلة من كارنيكا (محاسبين) في حامبي، كان واحدًا من أوائل الكتاب التابعين للطائفة البيراشايفية الذين لم يكونوا جزءًا من حركة باشانا الشعرية. يعتبر من أكثر شعراء اللغة الكانادية تأثيراً في عصر هويسالا. وهو دو أسلوب غير تقليدي، وقد أطلق عليه لقب «شاعر الشعراء» و«شاعر الجماهير». تطور الشعر الكانادي بسبب جهوده، وكان مصدر إلهام لأجيال من الشعراء من بعده. أعجب كيريا بادماراسا، شاعر البلاط، بكتاباته المبكرة فقدمه للملك ناراسيمها الأول، الذي أصبح راعيا لهريهارا. لقد قام بتأليف جيريجاكاليانا («زواج الإلهة المولودة في الجبل - بارفاتي») وفق أسلوب كاليداسا، وهي قصة مكتوبة بإيقاع شامبو بطول عدة أوزان لإخبار قصة من 10 أجزاء تنتهي بزواج الإله شيفا وبارفاتي. وفقًا لأحد الحكايات، كان هريهارا ضد كتابة تأبين في مدح البشر الفانين لدرجة أنه ضرب تلميذه راغافانكا لأنه كتب عن الملك هاريششاندرا في العمل التاريخي هاريششاندرا كابيا (حوالي 1200). يعود الفضل إلى هاريهارا في تطوير إيقاع راغال الأصلي النثري كما يعد أقدم كاتب سيرة شعرية بلغة الكانادا، وقد كتب سيرة باسافانا تسمى باساباراجاديفارا راجالي، والتي قدم فيها تفاصيل مثيرة للاهتمام حول بطل الرواية التي لا تتوافق مع المعتقدات الشعبية في ذلك الوقت. تُنسب إليه مجموعة من 100 قصيدة تسمى نامبيانانا راجالي (وتسمى أيضًا شيفاغانادا راجالي أو ساراناتشاريتاماناسا - «البحيرة المقدسة لحياة المصلين») عن القديس نامبيانا. كتب ساتاكا بامبا وفق إيقاع ساتاكا، وموديجي أشتاكا وفق إيقاع أشتاكا، في سنة 1200 تقريبا.
اشتهر رودرابهاتا بين كتّاب فايشنافا وكان أول كاتب براهمي (من طائفة سمارتا) ذائع الصيت، وقد كتب جاغاناثا فيجايا (1180) بأسلوب يُعتبر انتقاليا بين الكانادا القديمة والعصور الوسطى. كان تشاندرامولي، وهو وزير في بلاط الملك فيرا بالالا الثاني، شفيعه. كتابه المؤلف وفق إيقاع شامبو يدور حول حياة الإله كريشنا. ينتهي بمعركة الإله مع باناسورا، وهو مبني على كتابات سابقة، فيشنوبورانا.
كتب نيميشاندرا، شاعر البلاط للملك فيرا بالالا الثاني والملك سيلهارا لاكشمانا من خولابور، ليلاباتي براباندام (1170)، أقدم قصة خيالية (وبالتالي أقدم رواية) في اللغة الكانادية، ذات نزعة شهوانية. تروي قصة حب أمير كادامبا وأميرة تزوجا في النهاية بعد مواجهة العديد من العقبات. القصة مبنية على قصة باللغة السنسكريتية بعنوان باساباداتا لكاتبها سوباندو. وقد كتب أيضا نيميناثابورا ولكن لم يكمله بسبب وفاته (ومن ثم أطلق عليه اسم أردانيمي أو «نيمي غير المكتمل»)، ويعرض تفاصيل حياة الثيرتانقار الياني نيميناتا الثاني والعشرين أثناء معالجة حياة الإله كريشنا من وجهة نظر يانية.
يعتبر بالكوريكي سومناثا، وهو من مواليد إما ولاية كارناتاكا الحديثة أو ولاية أندرا براديش، أحد أشهر شعراء الشيفاوية (أو أحد أتباع شيفا) في القرنين الثاني عشر والثالث عشر. المؤرخون منقسمون حول وقت ومكان ولادته وموته وإيمانه الأصلي. كان بارعًا في اللغات السنسكريتية والتيلغوية والكانادية. كان من أتباع باسافانا (مؤسس حركة فيراشايفا)، وكل كتاباته تنشر هذا الإيمان. من المقبول بين المؤرخين أنه ولد براهميا ثم تبنى فيما بعد عقيدة شيفا، على الرغم من أنه وفقًا للعالم باندارو تاميايا فقد ولد من رهبان جانغاما (من أتباع عقيدة الشيفا). تم تحديد وقت ميلاده على أنه إما القرن الثاني عشر أو أواخر القرن الثالث عشر. أهم كتاباته في اللغة الكانادية هي سيلاسامباداني وساهاسراغاناناما وبانشاراتنا. قصائده المشهورة، المكتوبة وفق التركيب الإيقاعي رغالي "ragale"، هي باسافا رغالي وباسافاديا رغالي وسادغورو رغالي. ومن المعروف أنه أذل العديد من شعراء فايشنافا في المناظرات.
العديد من الشخصيات المعروفة الأخرى من القرن الثاني عشر هي من كتاب اليانية. ومن بين هؤلاء أجالا، الذي ألف شاندرابرابابورانا (1189)، وهي سرد لحياة الثينتاقار الثامن شاندرابرابا؛ وسوجانوتامسا، الذي كتب مدحًا عن غوماتيشوارا من بلدة شرافاى ابيلاغولا؛ وفريتا فيلاسا، الذي ألف ساسترا سارا ودارماباريكشي (1160). كان كتاب دارماباريكشي نسخة من تأليف فيلاسا عن الكتاب الأثلي باللغة السنسكريتية الأصلية الذي ألفه أميتاجاتي عام 1014 تقريبا. يتناول الكتاب المكتوب وفق إيقاع الشامبو قصة أميرتين من الطبقة الاجتماعية الكشاترية في رحلتهما إلى بيناريس وكشفتا رذائل الآلهة بعد مناقشات مع البراهمة القاطنين هناك. يشكك المؤلف في مصداقية هانومان (الإله القرد الهندوسي) وفاناراس (كائن ما بين قرد وإنسان في ملحمة رامايانا الهندوسية). على الرغم من أن العمل مثير للجدل، إلا أنه يكشف معلومات مفيدة عن المعتقدات الدينية المعاصرة. كيديا بادماراسا، شاعر من طائفة فيراشيقا برعاية الملك ناراسيما الأول، ألف كتاب ديكشابودي وفق التركيب الإيقاعي رغالي في عام 1165. أصبح فيما بعد البطل في كتاب سيرة ذاتية يُدعى بادماراسابورانا كتبه بادماناكا وهو أحد تلاميذه عام 1400 تقريبا. قام الشاعر البراهمي ديفا كافي بتأليف قطعة رومانسية بعنوان كوسومافالي (1200)، كما قام الشاعر البراهمي كافي كاما (القرن الثاني عشر) بتأليف أطروحة بعنوان سرينغارا راتناكارا حول الإحساس الشعري راسا (النكهة). كان سومانوبانا (1170) شاعرًا نحويًا وكاتاكاتشاريا («مدرسًا عسكريًا») في عهد الملك ناراسيمها الأول. كما كان قسيسًا في ديفاجيري، عاصمة سيونا يادافا.

### صراع اليانيين مع الفيراشايفانيين
ابن شقيق هاريهارا وربيبه، الشاعر الدرامي راجافانكا من هامبي، الذي يُقارن أسلوبه بأسلوب شاعر القرن العاشر رانا، كان أول من أنشأ مقياس الشاتبادي في أدب الكانادا في ملحمة هاريشاندرا كافيا (1200). وفقًا لسيشاغيري راو، يُعتقد أنه لم يتم تفسير قصة الملك هاريشاندرا بهذه الطريقة بلغة أخرى. الكتابة هي أصلية في التقاليد والإلهام الذي يطور بشكل كامل إمكانات عداد شاتبادي. يحتوي السرد على العديد من الآيات الرثائية الجديرة بالملاحظة مثل الحداد على شاندراماتي على وفاة ابنها الصغير لوهيتاشفا من لدغة الثعبان. تم رفض الكتابة التي جعلت راغافانكا مشهورًا من قبل معلمه، هريهارا. كتاباته الأخرى المعروفة، التي تلتزم بمبادئ شيفا الصارمة وكُتبت لإرضاء معلمه، هي سيدهاراما كاريترا (أو سيدهاراما بورانا)، وهي عبارة عن تأبين أسلوبي للحياة لقديس فيراشايفا الرحيم في القرن الثاني عشر، سيدهاراما من سوناليج؛ سوماناثا شاريتا ، وهو كتاب بطولي يصف حياة القديس سمية (أو أدايا) من بوليغيري (لاكشمشوار الحديثة)، والإذلال الذي تعرض له من قبل فتاة يانية وانتقامه؛ فيريسفارا شاريتا، قصة درامية للغضب الأعمى للمحارب الشيفاوي فيرابهادرا؛ هريهاراماهاتفا، وهو سرد لحياة هاريسفارا من قرية هامبي؛ وسرابها شاريترا. يعتبر المؤلفان سالفا الذكر مفقودين.
في عام 1209، كتب الباحث الياني والوزير وباني المعابد وقائد الجيش جانا أعمالا كلاسيكية عديدة من بينها ياشودارا شاريت، وهو مجموعة فريدة من القصص مكتوبة في 310 بيتا شعريا تتناول السادية المازوخية وتناسخ الروح والعاطفة التي انحرفت والأخلاق التحذيرية للإنسان. على الرغم من أن العمل مستوحى من المؤلف الكلاسيكي السنسكريتي بقلم فاديراجا والذي يحمل نفس الاسم، إلا أنه يتميز بما بينه من تفسير أصلي للعمل وطريقة مختلفة في الأسلوب. في إحدى القصص، يروي الشاعر افتتان الرجل بزوجة صديقه. بعد أن قتل الرجل صديقه يخطف زوجته التي تموت حزنا. تغلب عليه التوبة، فيحرق نفسه في محرقة جنازة المرأة. تصل قصص الافتتان إلى ذروتها عندما تكتب جانا عن إعجاب الملكة أمروتاماتي براكب الفيلة القبيح أشتافاكرا، الذي يرضي الملكة بالركلات والجلد. وقد أثارت هذه القصة اهتمام الباحثين المعاصرين. تكريما لهذا العمل، حصل جانا على لقب كافيتشاكرافارثي («إمبراطور الشعراء») من راعيه الملك فيرا بالالا الثاني. كتابه الكلاسيكي الآخر، أناثاناتا بورانا (1230)، هو سرد لحياة التيرثنقار الرابع عشر أناثاناتا.
كتب أندايا، متخذًا مسارًا غير مطابق لم يتكرر أبدًا في أدب الكانادا، مادانا فيجايا («انتصار كيوبيد»، 1217-1235) مستخدمًا كلمات الكانادا النقية (ديسيا) والكلمات السنسكريتية الطبيعية (تادبهافا) وتجنب تمامًا كلمات دخيلة على اللغة السنسكريتية (تاتساماس). ينظر البعض إلى هذا على أنه دحض يهدف إلى إثبات أن كتابة الأدب الكانادي دون الكلمات السنسكريتية المستعارة كان ممكنًا. تروي القصيدة قصة سجن القمر من قبل الإله شيفا في مسكنه في جبال الهيمالايا. في غضبه، هاجم كاما (كيوبيد، إله الحب، الذي يُطلق عليه أيضًا مانماتا) شيفا بسهامه فقط لعنه شيفا وفصله عن حبيبته. ثم ابتكر كاما لتخليص نفسه من لعنة شيفا. يُعرف العمل الأدبي أيضًا بأسماء أخرى مثل سوياجينا سوجي («حصاد الجمال») وكافان جيلا («غزوات كيوبيد») وكابيغارا كافا («حامي الشعراء»). يحتل كاما مكانة مهمة في كتابات جاين حتى قبل أنديا. احتمالية أن هذه الكتابة كانت سلاحًا خفيًا آخر في الصراع المتصاعد بين السيادة الياينية وأتباع الفيراشايفا، التي كانت شعبيتها في ازدياد، لم يغب عنها المؤرخون.
جمع ماليكارجونا، الزاهد الجايني، مختارات من القصائد تسمى سوكتيسودهارنافا («جواهر من الشعراء») في عام 1245 في بلاط الملك فيرا سوميشوارا. تم تقديم بعض الملاحظات المثيرة للاهتمام من قبل العلماء حول هذه المهمة الهامة. في حين أن المختارات نفسها تقدم نظرة ثاقبة للأذواق الشعرية لتلك الفترة (ومن ثم توصف بأنها «تاريخ الأدب الكانادي»)، فإنها تؤدي أيضًا وظيفة «دليل الشعراء»، وهي طريقة حازمة لسد الفجوة بين المثقفين الأدبيين والشعر الشعبي. لكونه مرشدًا لـ «المثقفين المحترفين»، فإن العمل، المتوافق مع طبيعته، غالبًا ما يتضمن قصائد تمدح الملوك والعائلة المالكة ولكنه يتجاهل تمامًا قصائد فاكانا الكنسي في القرن الثاني عشر (الأدب الشعبي فييراشايفا). ومع ذلك، فإن اختيار القصائد يتضمن مساهمات من هريهارا، كاتب من أتباع الفيراشايفا غير المطابق. وهذا يشير إلى حل وسط يحاول المؤلف بواسطته ضم «المتمردين».
الكتاب البارزون الآخرون في أوائل القرن الثالث عشر هم بهاندوفارما، مؤلف هاريفامسابهودايا وجيفا سامبهودانا (1200)، وتأثير الأخير على الأخلاق والتخلي، وكتب مخاطبًا الروح ؛ بالاشاندرا كافي كانداربا، مؤلف نقش قلعة بيلغوم الذي ادعى أنه «سيد أربع لغات»؛ ماغهانانديشاريا، مؤلف تعليق منقرض على عمل جاين اللاهوتي ساستراسارا ساموكايا تيكو (1209) الذي توجد له مراجع، والتعليق المتاح المسمى بادارثاسارا يعطي شرحًا كاملاً لـ الاستشهادات الموثوقة بالسنسكريتية وبراكريت ؛ هاستيمالا، الذي كتب بورفابورانا؛ شاندراما، مؤلف كاركالا غوماتشفارا شاريتي، وسوسومايانا، الذي قدم شكلاً جديدًا من التأليف يسمى سانغاتيا في عام 1232. قصيدة مجازية تسمى تريبورادهانا («حرق القلعة الثلاثية») وأنجاناشاريتا. تم استلهام العمل الأخير من كتاب رافيزينا السنسكريتية بادما كاريترا. سوماجايا، أحد علماء الفيراشايفا، كتب تأبينا في حق أدبهاترا، حاكم جيرسوبا، وأطلق عليه سرينغاراسا (أو أودبهاتاكافيا، 1222). كتاب جاين الآخرون هم بارسفا بانديتا، مؤلف بارافاناثابورانا، وجونافارما الثاني، مؤلف قصة تاسع جاين تيرتانكار بوشبادانتا بوشبادانتا بورانا (كلاهما رعاهما ملوك راتا في سونداتي). كتب بولالفا دانداناتا، وهو قائد ووزير وباني معبد هاريهارشوارا في هاريهار، هاريشاريترا في عام 1224. وكان تحت رعاية الملك فيرا بالالا الثاني وخليفته الملك فيرا ناراسيمها الثاني. قام بوليجيري سومانتا بتأليف كتاب عن الأخلاق يسمى سوميسفاراساتاكا.

### توحيد القواعد
كان كيشراجا كاتبًا ونحويًا بارزًا في القرن الثالث عشر. لقد جاء من عائلة من الشعراء والكتاب المشهورين. على الرغم من أن خمسة من كتابات كيشراجا لا يمكن تتبعها، فإن أكثر أعماله ديمومة حول قواعد اللغة الكانادية، شابدامانيداربانا («مرآة الكلمات جواهر»، 1260)، متاح ويشهد على فطنته الأكاديمية وذوقه الأدبي. وفاءً لرغبته في أن تدوم كتابته في القواعد «طالما استمرت الشمس والقمر والمحيطات وجبل ميرو»، فإن شابدامانيداربانا مشهور حتى اليوم ويعتبر مرجعًا قياسيًا في قواعد اللغة الكانادية القديمة. يوصف ككتاب مدرسي لطلاب الدراسات العليا والدراسات العليا في لغة الكانادا. على الرغم من أن كيشراجا اتبع نموذج قواعد اللغة السنسكريتية (لمدرسة كاتانترا) ونموذج الكتابات السابقة عن قواعد اللغة الكانادية (للملك أموغافارشا الأول من القرن التاسع والنحوي ناجافارما الثاني عام 1145)، فإن عمله له أصالة. كتابات كاشيراجا المفقودة هي شولابالاكا شاريتام وسري شيترامالي وسهويهادراهارانا وبرابودهاشاندرا وكيراتام (أو كيراتارجونيام).
كان التطور الرئيسي لهذه الفترة الذي كان له تأثير عميق على أدب الكانادا حتى في العصر الحديث هو ولادة حركة هاريداسا («خدام هاري أو فيشنو»). هذه الحركة التعبدية، على الرغم من أنها تذكرنا في بعض النواحي بحركة فيراشايفا في القرن الثاني عشر (التي أنتجت شعر فاتشانا وعلمت التفاني للإله شيفا)، إلا أنها كانت على النقيض من ذلك مكرسة بشكل وثيق للإله الهندوسي فيشنو باعتباره الإله الأعلى. كان الإلهام وراء هذه الحركة هو فلسفة مادهافاشريا من أودبي . يعتبر ناراهاريتيرتها (1281) أول هارداسا وملحنًا معروفًا لأغاني فايشنافا التعبدية في الكانادا. قبل انضمامه إلى أمر مادهفا، كان قد شغل منصب وزير في محكمة كالينجا (أوريسا الحديثة). ومع ذلك، فقد اختفى شعر فايشنافا لنحو قرنين من الزمان بعد وفاة ناراهاريتيرتها قبل الظهور كشكل شائع من الأدب الشعبي خلال حكم إمبراطورية فيجايانغارا. ثلاثة فقط من مؤلفات ناراهاريتيرتها متاحة اليوم.
الكتاب الآخرون الجديرون بالذكر هم ماهابالا كافي، مؤلف كتاب نيميناتهابورانا (1254)، وهو سرد للتيرثنقار الثاني والعشرون نيميناتها وكوموديندو، مؤلف نسخة جاين من ملحمة رامايانا في متر شاتبادي تسمى كوموديندو رامايانا في عام 1275. تأثر المجهود بامبا رامايانا من ناجاشاندرا. كومارا بادماراسا، ابن كيريا بادماراسا، كتب ساناندا شاريتر في متر شاتبادي. كتب راتا كافي، نبيل جاين، قطعة شبه علمية تسمى راتاسوترا (أو راتامالا) في عام 1300. وتتعلق الكتابة بظواهر طبيعية مثل المطر والزلازل والبرق والكواكب والبشائر. كتب تعليق على أمارا خوسا، الذي يعتبر مفيدًا لطلاب اللغة، يسمى أمارا خوسا فياخيانا من قبل كاتب جاين Nachiraja (1300). قرب نهاية حكم هويسالا، ناغاراجا كتب بونياسرافا في عام 1331 وفق التركيب الإيقاعي شامبو، وهو عمل يروي قصص أبطال بورانيك في 52 حكاية ويقال إنه ترجمة من اللغة السنسكريتية.

## التآليف السنسكريتية
وجدت حركة فايشنافا في المناطق الناطقة بلغة الكانادا زخمًا بعد وصول الفيلسوف رامانوجاشاريا (1017-1137). هربًا من الاضطهاد المحتمل من تشولا كينج (الذي كان شيفا)، لجأ رامانوجاتشاريا في البداية إلى توندانور وانتقل لاحقًا إلى ملكوت. لكن هذا الحدث لم يكن له أي تأثير على أدب فايشنافا في أراضي هويسالا في ذلك الوقت. ومع ذلك، فإن تعاليم مدهفشريا (1238–1317)، المؤسس لفلسفة دفايتا، كان لها تأثير مباشر على أدب فايشنافا، باللغتين السنسكريتية والكانادا. تُعرف هذه المجموعة من الكتابات باسم هاريداسا ساهتيا (الأدب الحريدي).
ولد باسم فاسودفا في قرية باجاكا بالقرب من أدوبي في عام 1238، وتعلم الفيدا والأوبنشاد تحت إشراف معلمه أشيوتابركشا. بدأ في سانياسا (الزهد) وبعد ذلك حصل على اسم مدهفشرايا (أو أنانداتيرثا). في وقت لاحق، اختلف مع آراء معلمه وبدأ في السفر إلى الهند. نجح في مناقشة العديد من العلماء والفلاسفة خلال هذا الوقت وفاز على ناراهريترثا، وهو وزير في كالينجا، والذي أصبح فيما بعد تلميذ مدهفشرايا البارز. على عكس أدي شانكارشاريا (788-820) الذي بشر بفلسفة أدفايتا (الوحدانية) ورامانوجشرايا الذي قدم فلسفة فيشيشتدفايتا (الوحدانية المؤهلة)، قام مدهفشرايا بتدريس فلسفة دفايتا (الثنائية).
علم مدهفشرايا التفاني الكامل للإله الهندوسي فشنو، مشددًا على جنانمارقا أو «طريق المعرفة»، وأصر على أن طريق التفاني «يمكن أن يساعد الروح على بلوغ السمو» (أثموناثى). ومع ذلك، كان على استعداد لقبول الإخلاص للآلهة الهندوسية الأخرى أيضًا. كتب 37 عملاً باللغة السنسكريتية بما في ذلك دوادشا سوترا (حيث وجد إخلاصه للإله فشنو تعبيرًا كاملاً)، وقيتا بهاشي، وقيتا تاتبريا نرناي، ومهابهارتا تاتباريا نرنايا، وبهاقفاتا تاتباريا نرنايا، وميافادا خاندانا نرنايا، ونرنايا. لنشر تعاليمه، أنشأ ثمانية أديرة بالقرب من أودوبي، ودير أوتارادي، ودير راغافيندرا في مانترالايام (في ولاية أندرا براديش الحديثة) ونانجاناجود (بالقرب من ميسور الحديثة).
كتابات مدهفشرايا وفدياتريثا (مؤلف رودرابرشنبهشيا) ربما استوعبها ساينشاريا، شقيق فيديارنيا، القديس الراعي لمؤسسي إمبراطورية فيجيانقارا في القرن الرابع عشر. كتب بهاراتاسفامين (الذي رعته هويسالا الملك راماناثا) تعليقًا على سامفيدا، كتب شادقوروسشيا تعليقًا على أتريا برهمانا وأرنياكا، وكتبت كاتيايانا سرفانوكرماني. عائلة من الشعراء بالوراثة لم يتم التعرف على أسمائهم تحمل لقب «فيدياشكرفارتي» (الشاعر الحائز على جائزة هويسالا). كتب أحدهم قدياكرنمريتا، وهو وصف للحرب بين الملك الهويسالي فيرا ناراسيمها الثاني وباندياس، في أوائل القرن الثالث عشر. حفيده الذي يحمل نفس العنوان، في بلاط الملك فيرا بالالا الثالث، قام بتأليف قصيدة تسمى روكمينيكليانا في 16 كاندا (فصل) وكتب تعليقات (على الشعرية) على ألانكارافاسفارفا وكافيابراكاسا. كالياني ديفي، أخت مدهفشرايا وتريفيكراما، كتب تلميذه، تعليقات على فلسفة دفايتي . يُنسب إلى تريفيكراما قصيدة تروي قصة أوشا وأنيرودها تسمى أوشارانا. قام نارايانا بانديتا بتأليف مادوافجايا ومانمانجار وقصيدة تسمى باريجاتاهارينا . كاتب جاين راماشاندرا مالاداري قام بتأليف كتاب غوروبنشاسميتري.

## الأدب بعد هويسالا
كان للتطورات الأدبية خلال فترة هويسالا تأثير ملحوظ على أدب الكانادا في القرون التالية. أدت هذه التطورات إلى انتشار الأوزان الشعرية الشعبية التي حولت التركيز نحو الأشكال الأدبية (الأصلية أو الشعبية). مع تضاؤل الإنتاج الأدبي لأتباع الديانة اليانية، ظهرت المنافسة بين كتاب فيراشايفا وفايشنافا. قام شاماراسا، الكاتب الفيراشايفي (مؤلف برابولينغاليل، 1425) ومنافسه الفيشنافي كومارايسرافا (مؤلف كارناتا بهاراتا كاثامنجاري، 1450) بتعميم التركيب الإيقاعي شاتبادي الذي بدأه شاعر الهويسالا راغافانكا، في بلاط الملك ديفا رايا الثاني الذي حكم إمبراطورية فيجاياناغارا. واصل لاكشميسا، كاتب القصائد الملحمية في القرنين السادس عشر والسابع عشر، التقليد في كتابه جايميني بهاراتا، وهو عمل ظل شائعًا حتى في العصر الحديث. التركيب الإيقاعي الثلاثي، وهو من أقدم تركيب في اللغة الكانادية (نقوش كاب أرابهاتا عام 700)، والذي استخدمه أكا ماهاديفي (يوغانا تريفيدي، 1160)، انتشر في القرن السادس عشر من قبل الشاعر المتسول سارفاجنا. حتى الكتاب اليانيون، الذين سيطروا على أدب البلاط طوال الفترة الكلاسيكية بأسلوبهم تركيب شامبو السنسكريتي، بدأوا في استخدام التركيبات الإيقاعية الأصلية. من بينهم، راتناكارافارني المشهور بدمج عنصر المتعة الدنيوية بالزهد ومعالجة موضوع الإثارة الجنسية بحذر في ملحمة دينية مكتوبة وفق تركيب سانغاتيا الأصلي (تركيب بدأه الشاعر سيسومايانا من فترة هويسالا)، في أروع أعماله، بهاراتاديسا فايبهافا (1557 تقريبا).
على الرغم من أن كتابات فايشنافا في الكانادية بدأت مع الشاعر رودرابهاتا من فترة هويسالا وأن نوع الأغنية التعبدية بدأ من قبل ناراريتيرثا، إلا ان حركة فايشنافا لم تبدأ في ممارسة تأثير قوي على أدب الكانادا إلا من القرن الخامس عشر فما بعده. يتألف كتاب فايشنافا من مجموعتين يبدو أنهما لا تتفاعلان مع بعضهما بعضا: المعلقون البراهميون الذين كتبوا عادةً تحت رعاية الملوك، وكتاب بهاكتي (التفاني) (المعروف أيضًا باسم هاريداساس) الذين لم يلعبوا أي دور في شؤون المحكمة. أوصل اكتّاب البهاكتيون رسالة الإله إلى الناس في شكل أغانٍ شنيعة مؤلفة باستخدام أنواع شعبية مثل كيرثان (تأليف موسيقي مع الإيقاع، يعتمد على اللحن والإيقاع)، والسولادي (تكوين قائم على الإيقاع) وأوغابوغا (تكوين يعتمد على اللحن). كان كومارا فياسا وتيمانا كافي معروفين للغاية بين المعلقين البراهميين، في حين كان بوراندارا داسا وكاناكا داسا أشهر كتاب بهاكتي. انتشرت فلسفة مادفاشاريا، التي نشأت في المنطقة الناطقة بلغة الكانادا في القرن الثالث عشر، خارج حدودها على مدى القرنين التاليين. نشر الحاريداس المتجولون، الذين يوصفون بأنهم شعراء قديسون صوفيون، فلسفة مادفاشاريا في لغة الكانادا البسيطة، وكسبوا جاذبية جماهيرية من خلال التبشير بالإخلاص لله وتمجيد فضائل جنانا (التنوير)، وبهاكتى (الإخلاص) وفايراغيا (الانفصال).
بلغ شعر فاكانا، الذي تم تطويره كرد فعل على المجتمع الهندوسي الجامد القائم على الطبقية، ذروة شعبيته بين المحرومين خلال القرن الثاني عشر. على الرغم من أن هذه القصائد لم تستخدم أي مقياس منتظم أو مخطط قافي، إلا أن المعروف أنها نشأت من التركيب الإيقاعي الثلاثي السابق. وقد ارتقى أتباع فيراشايفاس، الذين كتبوا هذا الشعر، إلى مناصب مؤثرة خلال فترة فيجاياناجارا (القرن الرابع عشر). لم يكتب وزراء البلاط والنبلاء المنتمون إلى العقيدة، مثل لاكانا دانديسا وجاكاناريا، الأدب فحسب، بل رعوا أيضًا الكتاب والشعراء الموهوبين. بدأ علماء مختارات فيراشايفا في القرنين الخامس عشر والسادس عشر في جمع كتابات شيفا وقصائد فاهانا، التي كُتبت في الأصل على مخطوطات جريد النخيل. وبسبب الطبيعة المبهمة للقصائد، أضاف علماء المختارات تعليقات عليها، وبذلك قدموا معناها الخفي وأهميتها الباطنية. كان أحد الجوانب المثيرة للاهتمام في هذا العمل الأنثولوجي هو ترجمة شيفا الكنسي إلى اللغة السنسكريتية، وإدخالها في مجال النظام الثقافي السنسكريتي (المارجا أي السائدة على عكس الديسي أي الشعبي).